# Skye Lourie
Skye Josephine Marshall Lourie (* in Neuseeland) ist eine neuseeländisch-britische Schauspielerin.

## Leben
Skye Lourie wurde in Neuseeland geboren und wuchs zum Großteil in der Toscana in Italien auf. Seit sie neunzehn war, zog sie mit ihrer Familie häufig um und lebte in vielen Ländern der Erde. Während ihrer Schulzeit in England an der Tring Park School und Hurtwood House, studierte sie Schauspielerei und Theater. Erste Schauspielerfahrungen sammelte sie, indem sie in einigen Bühnenstücken mitwirkte. Ihre erste große Filmrolle bekam sie während ihres letzten Schuljahres in dem TV-Mehrteiler Die Säulen der Erde, in dem sie die misshandelte Ehefrau des tyrannischen William Hamleigh verkörperte.

## Filmografie (Auswahl)
- 2010: The Body (Kurzfilm)
- 2010: Die Säulen der Erde (The Pillars of the Earth)
- 2011: The Holding
- 2012: The Facility
- 2015: Lake Placid vs. Anaconda (Fernsehfilm)